# Hipismo nos Jogos Olímpicos de Verão de 2020 - Qualificação
Este artigo detalha a fase de qualificação do hipismo nos Jogos Olímpicos de Verão de 2020. (As Olimpíadas foram adiadas para 2021 devido à pandemia de COVID-19). As 200 vagas para o hipismo nos Jogos Olímpicos de Verão de 2020 foram divididas entre as três disciplinas (75 para os saltos, 65 para o CCE e 60 para o adestramento). As equipes em cada disciplina consistiram em três ginetes com seus cavalos; qualquer CON que qualificou uma equipe (20 equipes para os saltos, 15 para o CCE e 15 para o adestramento) também tiveram direito a três vagas na prova individual da disciplina. Os CONs que não qualificaram equipes puderam ganhar uma vaga individual no adestramento e nos saltos, além de até duas vagas individuais no CCE, para um total de 15 vagas nos saltos e no adestramento e 20 vagas no CCE. As equipes conseguiram as vagas através de competições específicas (Jogos Equestres Mundiais e torneios continentais), enquanto os atletas individuais conseguiram vaga através do ranking. O Japão, como país-sede, recebeu vaga automática para as equipes nas três disciplinas.

## Linha do tempo
O seguinte é a linha do tempo dos eventos de qualificação do Hipismo para os Jogos Olímpicos de Verão de 2020.
| Evento                                                | Data                                 | Local        |
| ----------------------------------------------------- | ------------------------------------ | ------------ |
| Jogos Equestres Mundiais de 2018                      | 11 a 23 de setembro de 2018          | Tryon        |
| Evento de qualificação de CCE do Grupo C              | 23 a 26 de maio de2019               | Baborówko    |
| Evento de qualificação de CCE dos Grupos F/G          | 23 a 26 de maio de2019               | Saumur       |
| 2019 Eventing Nations Cup                             | 23 de maio a 13 de outubro de 2019   | Vários       |
| Evento de qualificação de adestramento do Grupo C     | June 20–23, 2019                     | Moscou       |
| Evento de qualificação de saltos do Grupo C1          | 26 a 30 de junho de 2019             | Moscou       |
| Evento de qualificação de saltos do Grupo C2          | 26 a 30 de junho de 2019             | Budapeste    |
| Jogos Pan-Americanos de 2019                          | 26 de julho a 11 de agosto de 2019   | Lima         |
| Evento de qualificação de saltos do Grupo G           | 12 e 13 de agosto de 2019            | Valkenswaard |
| Campeonato Europeu de Adestramento de Hipismo de 2019 | 19 a 25 de agosto de 2019            | Roterdã      |
| Campeonato Europeu de Saltos de Hipismo de 2019       | 19 a 25 de agosto de 2019            | Roterdã      |
| Campeonato Europeu de CCE de Hipismo de 2019          | 28 de agosto a 1 de setembro de 2019 | Luhmühlen    |
| Final da Copa das Nações de Saltos de Hipismo de 2019 | 3 a 6 de outubro de 2019             | Barcelona    |
| Evento de qualificação de saltos do Grupo F           | 10 a 13 de outubro de 2019           | Rabat        |
| Evento de qualificação de adestramento do Grupo F     | 24 a 27 de outubro de 2019           | Exloo        |
| Fim do período do ranking da FEI                      | 31 de dezembro de 2019               | —            |

## Sumário de qualificação
| Nação                    | Individual   | Individual | Individual | Equipe       | Equipe | Equipe | Total |
| Nação                    | Adestramento | CCE        | Saltos     | Adestramento | CCE    | Saltos | Total |
| ------------------------ | ------------ | ---------- | ---------- | ------------ | ------ | ------ | ----- |
| RSA África do Sul        | 1            | 1          |            |              |        |        | 2     |
| GER Alemanha             | 3            | 3          | 3          | X            | X      | X      | 9     |
| ARG Argentina            |              |            | 3          |              |        | X      | 3     |
| AUS Austrália            | 3            | 3          | 3          | X            | X      | X      | 9     |
| AUT Áustria              | 3            | 1          |            | X            |        |        | 4     |
| BEL Bélgica              | 1            | 1          | 3          |              |        | X      | 5     |
| BER Bermudas             | 1            |            |            |              |        |        | 1     |
| BLR Bielorrússia         | 1            | 2          |            |              |        |        | 3     |
| BRA Brasil               | 1            | 3          | 3          |              | X      | X      | 7     |
| CAN Canadá               | 3            | 2          | 1          | X            |        |        | 6     |
| CHI Chile                |              |            | 1          |              |        |        | 1     |
| CHN China                |              | 3          | 3          |              | X      | X      | 6     |
| COL Colômbia             |              |            | 1          |              |        |        | 1     |
| KOR Coreia do Sul        | 1            |            |            |              |        |        | 1     |
| DEN Dinamarca            | 3            | 1          | 1          | X            |        |        | 5     |
| ECU Equador              |              | 1          |            |              |        |        | 1     |
| EGY Egito                |              |            | 3          |              |        | X      | 3     |
| ESP Espanha              | 3            | 1          | 1          | X            |        |        | 5     |
| USA Estados Unidos       | 3            | 3          | 3          | X            | X      | X      | 9     |
| FIN Finlândia            | 1            |            |            |              |        |        | 1     |
| FRA França               | 3            | 3          | 3          | X            | X      | X      | 9     |
| GBR Grã-Bretanha         | 3            | 3          | 3          | X            | X      | X      | 9     |
| HKG Hong Kong            |              | 1          |            |              |        |        | 1     |
| IND Índia                |              | 1          |            |              |        |        | 1     |
| IRL Irlanda              | 3            | 3          | 3          | X            | X      | X      | 9     |
| ISR Israel               |              |            | 3          |              |        | X      | 3     |
| ITA Itália               |              | 3          | 1          |              | X      |        | 4     |
| JPN Japão                | 3            | 3          | 3          | X            | X      | X      | 9     |
| JOR Jordânia             |              |            | 1          |              |        |        | 1     |
| LAT Letônia              |              |            | 1          |              |        |        | 1     |
| LUX Luxemburgo           | 1            |            |            |              |        |        | 1     |
| MAR Marrocos             | 1            |            | 3          |              |        | X      | 4     |
| MEX México               | 1            |            | 3          |              |        | X      | 4     |
| NOR Noruega              | 1            |            | 1          |              |        |        | 2     |
| NZL Nova Zelândia        | 1            | 3          | 3          |              | X      | X      | 7     |
| NED Países Baixos        | 3            | 2          | 3          | X            |        | X      | 8     |
| POL Polônia              |              | 3          |            |              | X      |        | 3     |
| PUR Porto Rico           |              | 1          |            |              |        |        | 1     |
| POR Portugal             | 3            |            | 1          | X            |        |        | 4     |
| CZE República Checa      |              | 2          | 3          |              |        | X      | 5     |
| DOM República Dominicana | 1            |            | 1          |              |        |        | 2     |
| RUS Rússia               | 3            | 2          |            | X            |        |        | 5     |
| SYR Síria                |              |            | 1          |              |        |        | 1     |
| SRI Sri Lanka            |              |            | 1          |              |        |        | 1     |
| SWE Suécia               | 3            | 3          | 3          | X            | X      | X      | 9     |
| SUI Suíça                | 1            | 3          | 3          |              | X      | X      | 7     |
| TPE Taipé Chinês         |              |            | 1          |              |        |        | 1     |
| THA Tailândia            |              | 3          |            |              | X      |        | 3     |
| UKR Ucrânia              | 1            |            | 1          |              |        |        | 2     |
| ZIM Zimbabwe             |              | 1          |            |              |        |        | 1     |
| Total: 50 CONs           | 60           | 65         | 75         | 15           | 15     | 20     | 200   |

## Adestramento

### Equipes
| Evento                                                             | Data                               | Local   | Vagas | Qualificados                                                                              |
| ------------------------------------------------------------------ | ---------------------------------- | ------- | ----- | ----------------------------------------------------------------------------------------- |
| País-sede                                                          | –                                  | –       | 1     | JPN Japão                                                                                 |
| Jogos Equestres Mundiais de 2018                                   | 11 a 23 de setembro de 2018        | Tryon   | 6     | GER Alemanha USA Estados Unidos GBR Grã-Bretanha SWE Suécia NED Países Baixos ESP Espanha |
| Grupos A/B - Campeonato Europeu de Adestramento de Hipismo de 2019 | 19 a 25 de agosto de 2019          | Roterdã | 3     | DEN Dinamarca IRL Irlanda POR Portugal                                                    |
| Evento de Qualificação do Grupo C                                  | 20 a 23 de junho de 2019           | Moscou  | 1     | RUS Rússia                                                                                |
| Grupos D/E - Jogos Pan-Americanos de 2019                          | 26 de julho a 11 de agosto de 2019 | Lima    | 1     | CAN Canadá BRA Brasil1                                                                    |
| Evento de Qualificação do Grupo F                                  | 24 a 27 de outubro de 2019         | Exloo   | 0     | RSA África do Sul1                                                                        |
| Grupo G - Jogos Equestres Mundiais de 2018                         | 11 a 23 de setembro de 2018        | Tryon   | 1     | AUS Austrália                                                                             |
| Equipes compostas                                                  | 31 de dezembro de 2019             | –       | 2     | FRA França AUT Áustria                                                                    |
| Total                                                              |                                    |         | 15    |                                                                                           |

### Individual
| Evento                                                 | Vagas | Qualificados                                                 |
| ------------------------------------------------------ | ----- | ------------------------------------------------------------ |
| Membros de equipes                                     | 45    | Ver acima                                                    |
| Ranking de Atletas Olímpicos da FEI - Adestramento     |       |                                                              |
| Grupo A (Noroeste da Europa)                           | 2     | FIN Finlândia NOR Noruega                                    |
| Grupo B (Sudoeste da Europa)                           | 2     | LUX Luxemburgo SUI Suíça                                     |
| Grupo C (Europa Central e Leste Europeu; Ásia Central) | 2     | UKR Ucrânia BLR Bielorrússia                                 |
| Grupos D/E (Américas)                                  | 4     | DOM República Dominicana BER Bermudas MEX México BRA Brasil1 |
| Grupo F (África e Oriente Médio)                       | 2     | RSA África do Sul1 MAR Marrocos                              |
| Grupo G (Sudeste Asiático, Oceania)                    | 2     | NZL Nova Zelândia KOR Coreia do Sul                          |
| Adicional                                              | 1     | BEL Bélgica                                                  |
| Total                                                  | 60    |                                                              |

↑1  – Brasil e África do Sul inicialmente qualificaram uma equipe, porém falharam em fornecer o Certificado de Capacidade do CON até 31 de dezembro de 2019. Como resultado, suas vagas por equipes foram realocadas para outras equipes, enquanto Brasil e África do Sul receberam uma vaga individual cada pelos respectivos grupos regionais.

## Concurso Completo de Equitação

### Equipes
| Evento                                                    | Data                                 | Local     | Vagas | Qualificados                                                                         |
| --------------------------------------------------------- | ------------------------------------ | --------- | ----- | ------------------------------------------------------------------------------------ |
| País-sede                                                 | –                                    | –         | 1     | JPN Japão                                                                            |
| Jogos Equestres Mundiais de 2018                          | 11 a 23 de setembro de 2018          | Tryon     | 6     | GBR Grã-Bretanha IRL Irlanda FRA França GER Alemanha AUS Austrália NZL Nova Zelândia |
| Grupos A/B - Campeonato Europeu de CCE de Hipismo de 2019 | 28 de agosto a 1 de setembro de 2019 | Luhmühlen | 2     | SWE Suécia ITA Itália                                                                |
| Evento de Qualificação do Grupo C                         | 23 a 26 de maio de 2019              | Baborowko | 1     | POL Polônia                                                                          |
| Grupos D/E - Jogos Pan-Americanos de 2019                 | 26 de julho a 11 de agosto de 2019   | Lima      | 2     | USA Estados Unidos BRA Brasil                                                        |
| Evento de Qualificação dos Grupos F/G                     | 23 a 26 de maio de 2019              | Saumur    | 2     | CHN China THA Tailândia                                                              |
| Copa das Nações de CCE de Hipismo de 2019                 | 23 de maio a 13 de outubro de 2019   | Vários    | 1     | SUI Suíça                                                                            |
| Total                                                     |                                      |           | 15    |                                                                                      |

### Individual
| Evento                                                 | Vagas | Qualificados                                                                                        |
| ------------------------------------------------------ | ----- | --------------------------------------------------------------------------------------------------- |
| Membros de equipes                                     | 45    | Ver acima                                                                                           |
| Ranking de Atletas Olímpicos da FEI - CCE              |       | |
| Grupo A (Noroeste da Europa)                           | 2     | NED Países Baixos NED Países Baixos                                                                 |
| Grupo B (Sudoeste da Europa)                           | 2     | BEL Bélgica ESP Espanha                                                                             |
| Grupo C (Europa Central e Leste Europeu; Ásia Central) | 2     | RUS Rússia RUS Rússia                                                                               |
| Grupo D (América do Norte; Caribe Inglês)              | 2     | CAN Canadá CAN Canadá                                                                               |
| Grupo E (América Central e do Sul)                     | 2     | CHI Chile PUR Porto Rico ECU Equador                                                                |
| Grupo F (África e Oriente Médio)                       | 2     | RSA África do Sul PAK Paquistão ZIM Zimbabwe                                                        |
| Grupo G (Sudeste Asiático, Oceania)                    | 2     | IND Índia HKG Hong Kong                                                                             |
| Adicional                                              | 6     | CZE República Checa BLR Bielorrússia BLR Bielorrússia DEN Dinamarca CZE República Checa AUT Áustria |
| Total                                                  | 65    | |

## Saltos

### Equipes
| Evento                                                       | Data                               | Local        | Vagas | Qualificados                                                                         |
| ------------------------------------------------------------ | ---------------------------------- | ------------ | ----- | ------------------------------------------------------------------------------------ |
| País-sede                                                    | –                                  | –            | 1     | JPN Japão                                                                            |
| Jogos Equestres Mundiais de 2018                             | 11 a 23 de setembro de 2018        | Tryon        | 6     | USA Estados Unidos SWE Suécia GER Alemanha SUI Suíça NED Países Baixos AUS Austrália |
| Grupos A/B - Campeonato Europeu de Saltos de Hipismo de 2019 | 19 a 25 de agosto de 2019          | Roterdã      | 3     | BEL Bélgica GBR Grã-Bretanha FRA França                                              |
| Evento de Qualificação do Grupo C1                           | 26 a 30 de junho de 2019           | Moscou       | 1     | ISR Israel                                                                           |
| Evento de Qualificação do Grupo C2                           | 26 a 30 de junho de 2019           | Budapeste    | 1     | UKR Ucrânia2 CZE República Checa                                                     |
| Grupos D/E - Jogos Pan-Americanos de 2019                    | 26 de julho a 11 de agosto de 2019 | Lima         | 3     | BRA Brasil MEX México CAN Canadá ARG Argentina                                       |
| Evento de Qualificação do Grupo F                            | 10 a 13 de outubro de 2019         | Rabat        | 2     | EGY Egito MAR Marrocos                                                               |
| Evento de Qualificação do Grupo G                            | 12 a 13 de agosto de 2019          | Valkenswaard | 2     | NZL Nova Zelândia CHN China                                                          |
| Final da Copa das Nações de Saltos de Hipismo de 2019        | 3 a 6 de outubro de 2019           | Barcelona    | 1     | IRL Irlanda                                                                          |
| Total                                                        |                                    |              | 20    |                                                                                      |

### Individual
| Evento                                                 | Vagas | Qualificados                                               |
| ------------------------------------------------------ | ----- | ---------------------------------------------------------- |
| Membros de equipes                                     | 60    | Ver acima                                                  |
| Jogos Pan-Americanos de 2019                           | 4     | COL Colômbia DOM República Dominicana CAN Canadá CHI Chile |
| Ranking de Atletas Olímpicos da FEI – Saltos           |       |                                                            |
| Grupo A (Noroeste da Europa)                           | 2     | DEN Dinamarca NOR Noruega                                  |
| Grupo B (Sudoeste da Europa)                           | 2     | ITA Itália POR Portugal                                    |
| Grupo C (Europa Central e Leste Europeu; Ásia Central) | 2     | LAT Letônia UKR Ucrânia2                                   |
| Grupo F (África e Oriente Médio)                       | 2     | SYR Síria JOR Jordânia                                     |
| Grupo G (Sudeste Asiático, Oceania)                    | 2     | TPE Taipé Chinês SRI Sri Lanka                             |
| Adicional                                              | 1     | ESP Espanha                                                |
| Total                                                  | 75    |                                                            |

↑2  – A Ucrânia inicialmente qualificou uma equipe, porém não conseguiu fornecer o Certificado de Capacidade do CON até 31 de dezembro de 2019. Como resultado, sua vaga foi realocada para a República Checa, enquanto a Ucrânia recebeu uma vaga individual no respectivo grupo regional.